# Toby Spence
Toby Spence (geboren am 22. Mai 1969 in London) ist ein britischer Opernsänger (Tenor).

## Leben
Spence stammt aus einer musikalischen Familie, die einst Squire Pianos besaß, eine Klaviermanufaktur in Nord-London. Sein Vater war Arzt, seine Mutter Pianistin, die im Archiv des Royal College of Music arbeitete. In jüngeren Jahren war sie persönliche Assistentin von Walter Legge and Yehudi Menuhin. Künstler und Musiker kamen regelmäßig zum Lunch in das Haus seiner Familie. Spence besuchte die Uppingham School, absolvierte dann seine musikalische Ausbildung am New College in Oxford und an der Guildhall School of Music and Drama in London. Zu seinen Lehrern zählten Edward Higginbottom und David Polare. 1995 erhielt er ein Stipendium zum Ravinia Festival in den Vereinigten Staaten.
Bereits während seiner Studienzeit debütierte Spence als Konzertsänger am Barbican Centre in London (unter Neeme Järvi), bei RIAS Berlin (in Händels Theodora), in der Wigmore Hall (mit Schubert-Liedern) und bei den Festivals von Cheltenham und Brighton.

### Opernrollen
Spence’ professionelles Debüt auf der Opernbühne erfolgte 1995 als Idamante in Mozarts Idomeneo, dirigiert von Sir Charles Mackerras an der Welsh National Opera. Dieselbe Rolle sang er im selben Jahr auch in München – mit nur einem Probentag. In der Folge übernahm er kleinere Rollen in Alzira (unter Mark Elder am ROH Covent Garden), in La Calisto unter René Jacobs (in Brüssel und bei den Salzburger Pfingstfestspielen) und in Mitridate, re di Ponto unter Roger Norrington (bei der Mozartwoche und den Salzburger Festspielen).
Mozart sollte eine zentrale Achse im Repertoire von Toby Spence werden: Er sang und singt den Tamino in dessen Zauberflöte , den Ferrando in Così fan tutte , den Don Ottavio im Don Giovanni und die Titelrollen in Mitridate, re di Ponto und La clemenza di Tito. Zugleich vermied es Tenor aber vom Anbeginn seiner Karriere, sich festlegen zu lassen und sang sich von Rameau, Händel und Bach bis zu Gegenwartskomponisten quer durch die gesamte Musikgeschichte. 2007 wurde er „als einer der vielseitigsten Sänger unseres Landes“ bezeichnet. Rasch wurde er an bedeutende Häuser engagiert, wie ans Theatre de la Monnaie in Brüssel und die De Nederlandse Opera in Amsterdam, die Scottish Opera, das Grand Théâtre de Genève, die Opéra National de Paris und das Teatro Real in Madrid, die Bayerische Staatsoper in München, die Hamburgische Staatsoper und die Staatsoper Unter den Linden in Berlin.
Ein besonderes Naheverhältnis verband und verbindet den Künstler jedoch stets mit Österreich, wo er schon früh in Salzburg und später auch in Wien erhebliche persönliche Erfolge erringen konnte, und mit der English National Opera, an der er – neben Tamino und Ferrando – den Fenton in Verdis Falstaff, den Almaviva in Rossinis Il barbiere di Siviglia, den Paris in Offenbachs La Belle Hélène, sowie die Titelpartien in Gounods Faust und Bernsteins Candide sang. Er setzte sich auch dafür ein, die Tradition, fremdsprachige Opern in England in englischer Sprache zu singen, fortzusetzen.
Erst 2004 wurde Spence erstmals in einer Hauptrolle ans erste Opernhaus seiner Heimatstadt, das Royal Opera House Covent Garden, verpflichtet – als Ferdinand in der Uraufführung von Thomas Adès’ The Tempest. Diese Rolle sang er auch 2006 anlässlich der Amerikanischen Erstaufführung an der Santa Fe Opera und 2012 an der New Yorker Met. Der Erfolg im Tempest führte zu weiteren Engagements in Covent Garden – als Kudrjaš in Janáčeks Katja Kabanowa, als Almaviva und Ramiro in den Rossini-Opern Il barbiere di Siviglia und La Cenerentola, sowie 2007 als Tom Rakewell in Strawinskys The Rake’s Progress in der Regie von Robert Lepage. Diese Rolle, eine ausdrückliche Lieblingsrolle des Künstlers, sang er auch 2008 erfolgreich im Theater an der Wien – unter Leitung von Nikolaus Harnoncourt und in der Regie von Martin Kušej. In der Lepage-Inszenierung war er auch in Madrid und Paris, sowie 2010 in einer Wiederaufnahme in London so hören und zu sehen, die Wiener Produktion wurde 2013 wieder aufgenommen.
Weitere Auftritte führten den Tenor zum Glyndebourne Festival, an die San Francisco Opera und die Chicago Lyric  Opera, wo er 2011 als Nanki-Poo in The Mikado debütierte. In Brüssel sang er under Antonio Pappano erstmals den David in den Meistersingern von Nürnberg, beim Edinburgh Festival verkörperte er die Madwoman in Brittens Curlew River. Erst im März 2013 debütierte er als Don Ottavio an der Wiener Staatsoper, im Mai 2014 übernahm er dort die Titelpartie in La clemenza di Tito. Im Juni 2016 verkörperte er die Titelrolle in Mozarts Idomeneo beim Festival Garsington Opera.

### Konzertauftritte
Toby Spence pflegt außerdem eine rege internationale Konzerttätigkeit. Bei den Salzburger Festspielen debütierte Toby Spence 1996 in Mozarts c-Moll-Messe in der Stiftskirche St. Peter, sang in den Folgejahren kleinere Partien in fünf Opern, im Jahr 2001 die Tenorsoli in c-Dur-Messen von Mozart und Beethoven, sowie zuletzt 2009 in Haydns Schöpfung in englischer Sprache.

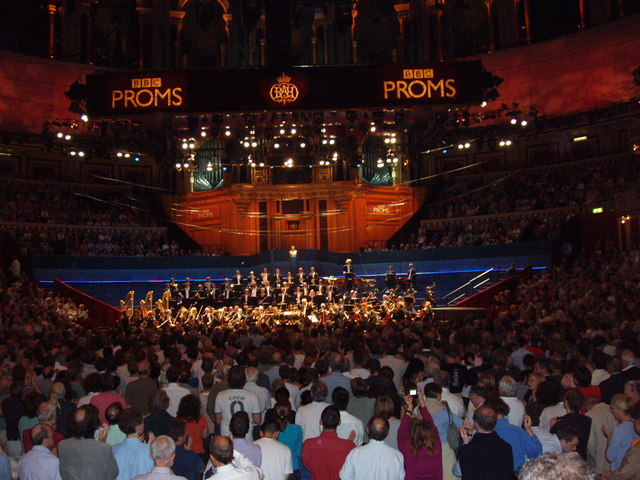
Die Proms in der Royal Albert Hall

Bei den Londoner Proms debütierte Spence im Jahr 1997 in Schuberts Messe Nr. 5 in As-Dur (D 678) und sang seither dort weitere fünfzehn Male, u. a. 1999 in Carl Nielsens Fynsk foraar (Frühling auf Fünen), 2000 in Bachs Johannespassion, 2005 in Beethovens Missa solemnis und 2011 in dessen Neunter. Über diese Aufführung mit dem BBC Symphony Orchestra und dem BBC Chor unter Leitung von David Robertson schrieb der Guardian, das Ensemble wäre imstande gewesen, „das Finale auf jene Höhe der Freude zu heben, die darin besungen wird.“
Seit 2001 verbindet den Künstler eine enge Zusammenarbeit mit dem Scottish Ensemble unter Leitung von Jonathan Morton, einem Kammerensemble aus Glasgow. Das erste gemeinsame Projekt war die Saint Nicolas Cantata von Benjamin Britten. Seither touren Tenor und Ensemble jedes Jahr gemeinsam durch Schottland, geben jedoch auch zumindest ein Konzert in der Londoner Wigmore Hall. Es bestehen zwei Aufnahmen, Brittens Les Illuminations, Op. 18 (2005), und Gerald Finzis Dies natalis, Op. 8 (2007).
Fixpunkte seines Konzertrepertoires sind Brittens War Requiem, welches er u. a. in Wien und Paris, sowie in London bei den Proms und in der St Paul’s Cathedral sang, sowie Szymanowskis Stabat Mater, welches er mit dem London Symphony Orchestra unter Valery Gergiev aufführte und einspielte. Unter Sir Simon Rattle übernahm er die Tenorsoli in der Johannespassion (mit den Berliner Philharmonikern) und in Elgars The Dream of Gerontius (mit den Wiener Philharmonikern), unter Emmanuelle Haïm sang er im Londoner Barbican Centre den Jünger Johannes in Händels La Resurrezione (mit Le Concert d’Astrée) sowie unter Andrew Davis das Tenorsolo in Händels Messiah (mit dem Toronto Symphony Orchestra).
Toby Spence absolvierte auch zahlreiche konzertante Aufführungen von selten gespielten Opern, wie Händels Berenice (unter Alan Curtis in Paris), dessen Acis and Galatea (unter Marc Minkowski in der Salzburger Felsenreitschule), Messiaens Saint François d’Assise (unter Reinbert de Leeuw beim Edinburgh Festival) oder Bernsteins Candide (unter Donald Runnicles in Berlin).
Anfängliche Versuche mit Liederabenden beurteilte der Tenor selbstkritisch, weshalb er dieses Genre für einige Jahre nicht mehr pflegte. Seit 2012 tritt er wieder in Rezitals auf, singt vorrangig Schubert, Schumann und Brahms, Debussy, Satie, Poulenc und Britten, aber auch die selten gespielten Les nuits d'été von Hector Berlioz in der Originalversion mit Klavierbegleitung. Spence hat keine Berührungsängste mit der sogenannten U-Musik, singt sowohl Chansons von Jacques Brel, als auch Operetten von Johann Strauss und Musicals von Ivor Novello. Mit einer Auswahl populärer Melodien von Novello erzielte er – gemeinsam mit der Sopranistin Sophie Bevan – bei den Proms 2012, später von der BBC ausgestrahlt, einen erheblichen persönlichen Erfolg.

### Persönliches
In einem Interview für die Paris Opera im Jahr 2008 bezeichnete Spence den Fußballtrainer Arsène Wenger als eines seiner Vorbilder. Er besucht regelmäßig Ausstellungen und Konzerte, geht gerne ins Kino, liebt Reisen. 2003 war er einige Wochen als Rucksack-Tourist im Iran und besuchte dort mehrere alte Städte. 2012 wurde sein Schilddrüsenkrebs operativ behandelt.

## Auszeichnung
- 2011 Award Singer of the Year, Royal Philharmonic Society[7]

## Aufnahmen (Auswahl)
Sakralmusik, Chor/Orchesterwerke
- Bach: Matthäus-Passion – Orkest van de Achttiende Eeuw, Frans Brüggen
- Bantock: Omar Khayyām
- Berlioz: Grande messe des morts  – SWR Radio-Sinfonieorchester Stuttgart, Roger Norrington
- Britten: Les Illuminations – Scottish Ensemble, Jonathan Morton, 2005
- Britten: Serenade for Tenor, Horn and Strings
- Finzi: Dies Natalis  – Scottish Ensemble, Jonathan Morton, 2007
- Händel: Messiah – Academy of Ancient Music, Chori of New College Oxford, Edward Higginbottom
- Händel: La Resurrezione – Le Concert d’Astrée, Emmanuelle Haïm; Camilla Tilling, Kate Royal, 2009
- Haydn: Die Schöpfung – Les Arts Florissants, William Christie; Genia Kühmeier, 2007
- Lutosławski: Paroles tissées
- Mahler: Das Lied von der Erde – London Philharmonic Orchestra, Yannick Nézet-Séguin; Sarah Connolly, 2011
- Parry: Job
- Szymanowski: Stabat Mater – London Symphony Orchestra, London Symphony Chorus, Valery Gergiev, Simon Halsey; Denis Matsuev

Oper
- Adès: The Tempest – Royal Opera House Covent Garden, Thomas Adès; Kate Royal, Ian Bostridge, Simon Keenlyside, 2009
- Mozart: Così fan tutte (Ferrando) – Orchestra of the Age of Enlightenment, Sir Charles Mackerras, 2008
- Offenbach: Vert Vert – Philharmonia Orchestra, David Parry, 2010
- Puccini: La rondine – London Symphony Orchestra, Antonio Pappano; Angela Gheorghiu, Roberto Alagna, 1997
- Sullivan: Ivanhoe (Titelpartie)
- Sullivan: The Beauty Stone (Philip, Lord of Mirlemont)

Lied
- Arthur Bliss: A Knot of Riddles, Angels of the Mind, and other songs
- Chabrier: Duo de l'ouvreuse de l'Opéra-Comique et de l'employé du Bon Marché
- Liza Lehmann: The English Song Series 8
- Franz Schubert: The Complete Songs, Volumes 32 & 35 der Hyperion Schubert Edition